# Dischisma
Dischisma é um género botânico pertencente à família Scrophulariaceae.